# Клинцовка (Саратовская область)
Клинцовка — село в Пугачёвском районе Саратовской области, административный центр сельского поселения Клинцовское муниципальное образование.

## История
Основано в начале XVIII века.
Казённое село Клинцовка упоминается в Списке населённых мест Российской империи по сведениям за 1859 год. Село относилось к Николаевскому уезду Самарской губернии. В селе проживали 1156 мужчин и 1221 женщина, имелась православная церковь.
Согласно Списку населённых мест Самарской губернии по сведениям за 1889 год Клинцовка являлась волостным селом Клинцовской волости. В селе проживали 3253 жителя, русские, мордва и малороссы. Земельный надел составлял 19526 десятин удобной и 3083 десятины неудобной земли, имелись церковь, волостное правление, общественная школа, почтовая станция, 17 ветряных мельниц, проводились 3 ярмарки, по понедельникам работал базар. Согласно переписи 1897 года в селе Клинцовка (она же Вязовка) проживало 3738 человек, из них православных — 3728.
Согласно Списку населённых мест Самарской губернии 1910 года Клинцовку населяли бывшие государственные крестьяне, русские, православные, 2089 мужчин и 2046 женщин, в селе имелись волостное правление, церковь, земская и церковно-приходская школы, приёмный покой, почтовой отделение, 16 ветряных и паровые мельницы, проводились 2 ярмарки, имелся урядник.
C 1935 по 1960 год являлось центром Клинцовского района.

## География
Село расположено на реке Малая Чалыкла (бассейн реки Большой Иргиз) в 47 км от к юго-востоку от железнодорожной станции Приволжской железной дороги Рукополь и на расстоянии 299 км к востоку от Саратова.

## Население
Динамика численности населения по годам:
| Годы      | 1859 | 1889 | 1897 | 1910 |
| --------- | ---- | ---- | ---- | ---- |
| Население | 2377 | 3253 | 3738 | 4135 |

| 1939 | 1959  | 2002 | 2010 |
| ---- | ----- | ---- | ---- |
| 2159 | ↘1864 | ↘823 | ↘736 |

Национальный состав
Согласно результатам переписи 2002 года русские составляли 85% населения села.

## Известные уроженцы и жители
- Алексеев, Геннадий Александрович (1930—2015) — советский деятель органов внутренних дел, министр внутренних дел Северо-Осетинской АССР (1973—1980), заслуженный работник МВД, генерал-лейтенант милиции в отставке.
- Петунин, Иван Анисимович (1915—1974) —  советский военный деятель. Участник боёв у озера Хасан (1938). В годы Великой Отечественной войны — командир стрелковой роты 35 запасной стрелковой бригады Забайкальского военного округа, лейтенант; командир стрелкового батальона 694 стрелкового полка 383 стрелковой дивизии 33 армии на 1 Белорусском фронте, капитан. Подполковник (1956). Член ВКП(б).